# 鱼洞乡 (广元市)
鱼洞乡，是中华人民共和国四川省广元市朝天区曾经下辖的一个乡。2019年12月，撤销鱼洞乡，将其所属行政区域划归沙河镇管辖。

## 行政区划
鱼洞乡撤销前下辖以下地区：
石卡村、东沟村、光明村、东风村、鱼鳞村和袁家村。